# Přírodní park Úterský potok
Přírodní park Úterský potok se rozkládá v lesnatém údolí Úterského potoka a potoka Hadovka. Leží v okrese Tachov.
Území přírodního parku je protaženého tvaru a nachází se mezi městem Bezdružice a obcí Trpísty.

## Další fotografie

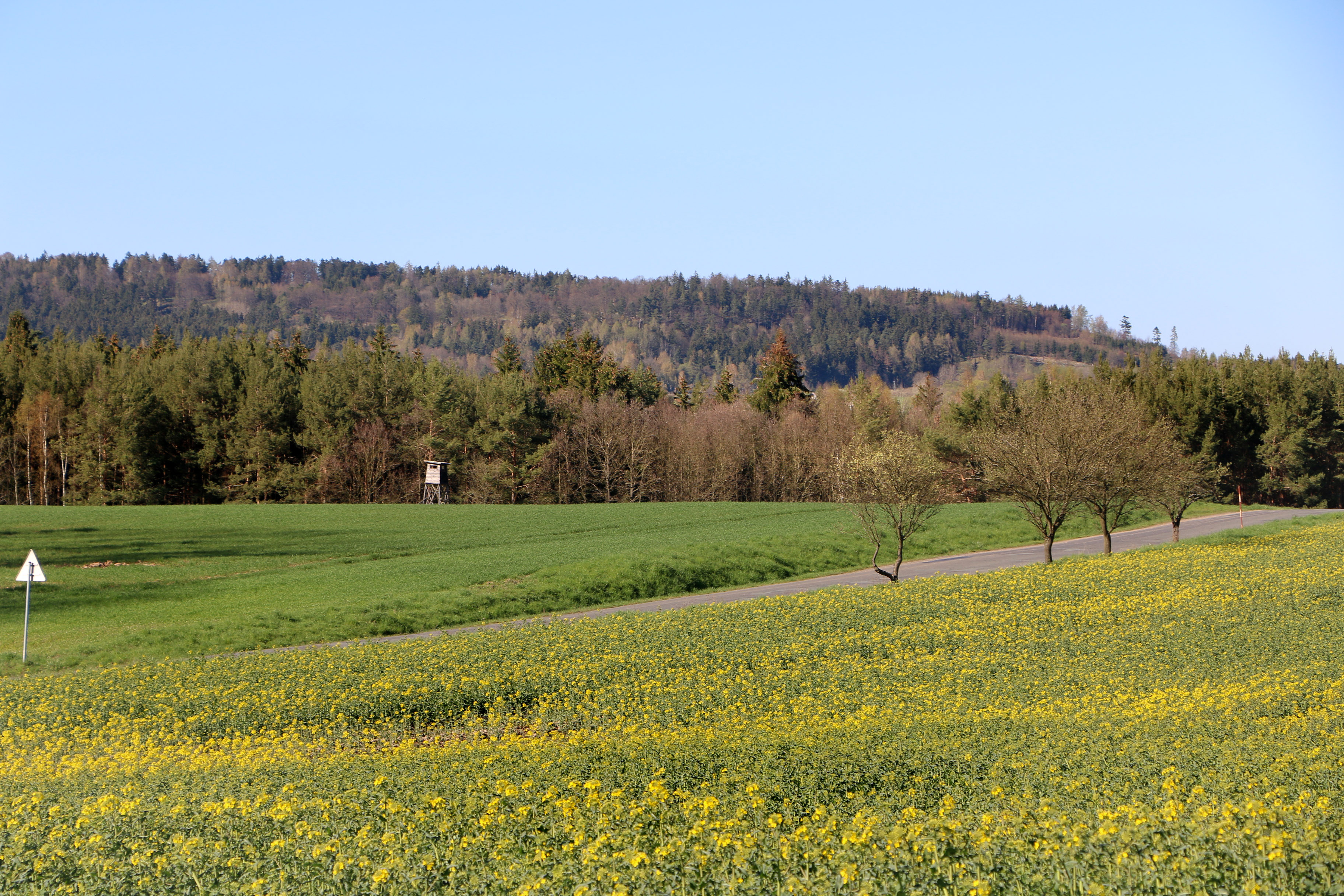
Krajina v parku
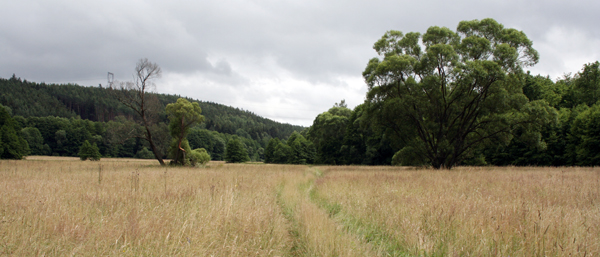
Údolí Úterského potoka
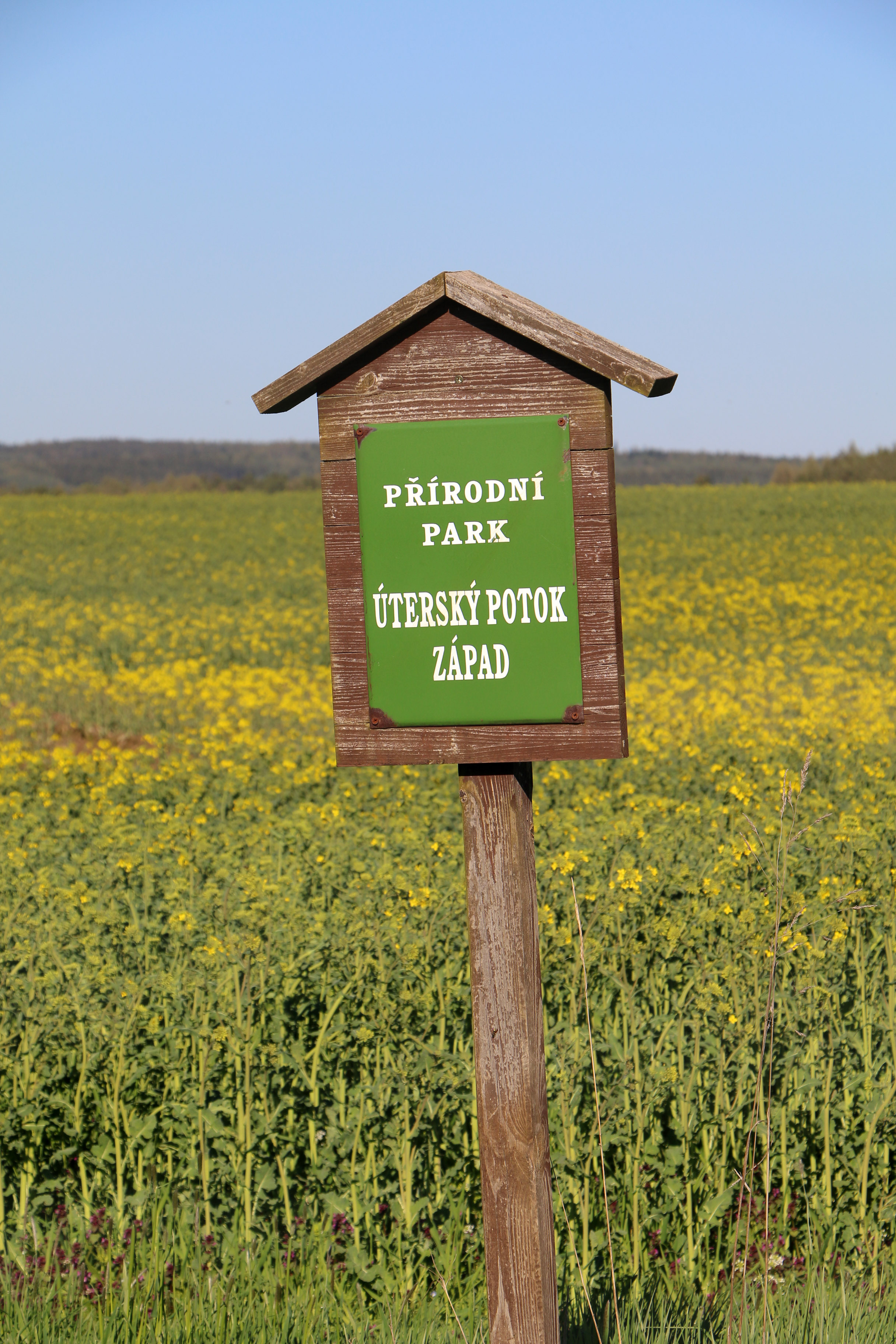
Označení parku